# Iransko standardno vrijeme
Iransko standardno vrijeme (IRST) ili Iransko vrijeme (IT) je vremenska zona koja se koristi u Iranu, a odstupa od koordiniranog svjetskog vremena za plus tri i pol sata (UTC+3:30). IRST je definiran 52,5 stupnjom istočnog meridijana (službeni iranski podnevnik) kojim je ujedno određen i iranski kalendar.
Godine 1385. prema iranskom kalendaru (od 21. ožujka 2006. do 21. ožujka 2007.) Iran nije koristio ljetno računanje vremena (IRDT ili „Iransko ljetno vrijeme”) prvi put nakon 15 godina u cilju smanjenja energetske potrošnje, no godinu kasnije predsjednik Mahmud Ahmadinežad donio je odluku za njegovim ponovnim uvođenjem što je ratificirao iranski parlament. U Iranu je 21. rujna 2022. ukinuto ljetno računanje vremena.
Iransko standardno vrijeme ponekad se na službenim listama naziva i kao „Asia/Tehran”.

## Poveznice
- Iranski kalendar
- Novruz
- UTC+3:30

## Vanjske poveznice
- (engl.) Time and Date: IRST – Iran Standard Time
- (engl.) Time and Date: IRDT – Iran Daylight Time
- (engl.) World Time Zones: The current time in Iran  Arhivirana inačica izvorne stranice od 6. ožujka 2011. (Wayback Machine)